# Rostkronad bandvinge
Rostkronad bandvinge (Actinodura strigula) är en asiatisk fågel i familjen fnittertrastar inom ordningen tättingar.

## Utseende och läten
Rostkronad bandvinge är en rätt liten (16–18,5 cm) grå och gul fnittertrast med spretig rostfärgad hjässa, bandad strupe och brunkantad svart stjärt. Ovansidan är olivgrå, undersidan gulaktig. Sången är ett högfrekvent och darrande "tui-twi ti-tu", "twi ti-u" eller "twi-twi twi twi".

## Utbredning och systematik
Rostkronad bandvinge delas in i sju underarter med följande utbredning:
- Actinodura strigula simlaensis – Himalaya (från Kashmir till västra Nepal)
- Actinodura strigula strigula – Himalaya (från centrala Nepal till Bhutan, norra Assam och sydöstra Tibet)
- Actinodura strigula yunnanensis – nordöstra Indien, närliggande södra Kina (sydöstra Tibet, Yunnan samt södra och sydvästra Sichuan) , norra, västra och nordöstra Myanmar, norra och centrala Laos samt norra Vietnam (Tonkin)
- Actinodura strigula castanicauda – södra Myanmar (Karenbergen) till nordvästra Thailand
- Actinodura strigula malayana – högländerna på Malackahalvön (norra Perak till södra Selangor och Pahang)
- Actinodura strigula traii – högländerna i södra Vietnam (berget Ngoc Linh i provinsen Kon Tum)

### Släktestillhörighet
Arten har tidigare placerats i släktet Minla under det svenska namnet brunstjärtad minla eller rostkronad minla. DNA-studier visar dock att den inte är nära släkt med typarten för släktet rödstjärtad minla (Minla ignotincta) utan är istället en del av bandvingarna i Actinodura. Olika taxonomiska auktoriteter har behandlat resultatet på olika sätt, antingen som här inkludera fågeln i Actinodura, eller dela upp släktet i två, Actinodura och Sibia, och placera strigula i det egna släktet Chrysominla.

## Levnadssätt
Rostkronad bandvinge påträffas i städsegröna skogar mellan 1600 och 3000 meters höjd. Den lever av skalbaggar, fjärilslarver och andra insekter, men också bär och frön. Fågeln häckar mellan mars och juli och placerar det skålformade boet 1,5 till tre meter upp i en buske eller litet träd. Den lägger två till fyra djupblå eller blågröna lätt mörkfläckade ägg.

## Status och hot
Arten har ett stort utbredningsområde och en stor population, men tros minska i antal på grund av habitatförstörelse och fragmentering, dock inte tillräckligt kraftigt för att den ska betraktas som hotad. Internationella naturvårdsunionen IUCN kategoriserar därför arten som livskraftig (LC). Världspopulationen har inte uppskattats men den beskrivs som ovanlig till vanlig.